# Pseudoleskeella glaberrima
Pseudoleskeella glaberrima är en bladmossart som beskrevs av Kindberg 1907. Pseudoleskeella glaberrima ingår i släktet dvärgbågmossor, och familjen Leskeaceae. Inga underarter finns listade i Catalogue of Life.